# Johan VII van Mecklenburg-Schwerin
Johan VII van Mecklenburg-Schwerin (Güstrow, 7 maart 1558 - Stargard, 22 maart 1592) was van 1576 tot aan zijn dood hertog van Mecklenburg-Schwerin. Hij behoorde tot het huis Mecklenburg.

## Levensloop
Johan VII was de tweede zoon van hertog Johan Albrecht I van Mecklenburg-Schwerin en diens echtgenote Anna Sophia, dochter van hertog Albrecht van Pruisen. In 1561 werd hij de erfopvolger van zijn vader nadat zijn oudere broer Albrecht op vijfjarige leeftijd was overleden. 
Na de dood van zijn vader in 1576 werd hij op zeventienjarige leeftijd hertog van Mecklenburg-Schwerin. Hoewel Johan VII eigenlijk zelfstandig kon beginnen regeren, werd hij tot in 1585 onder een regentenraad geplaatst onder leiding van zijn oom, hertog Ulrich van Mecklenburg-Güstrow. Op 12 september 1585 begon hij zelfstandig te regeren.
Tijdens zijn regering geraakte Johan VII in conflict met zijn oom Christoffel, de administrator van het Bisdom Ratzeburg die steeds meer land opeiste. Ook had hij het moeilijk met regeren en had hij een hoge schuldenberg. Johan VII werd steeds depressiever en uiteindelijk deed hij op 21 maart 1592 een zelfmoordpoging door zichzelf zeven messteken toe te dienen. Een dag later bezweek hij aan zijn verwondingen.
Omdat zelfdoding in die tijd een zonde was, mocht Johan niet in gewijde grond begraven worden. Om dit vermijden verzon zijn entourage het verhaal dat hij vermoord was door de duivel als onderdeel van een pact dat door heksen werd gesloten. In 1604 werden twee vrouwen uit Schwerin aangeklaagd voor hekserij: Katharina Wankelmuth, die stierf aan de gevolgen van de marteling die ze had ondergaan, en Magdalena Rukitz, die op de brandstapel werd verbrand. Hun veroordeling als heksen zorgde ervoor dat Johan kon begraven worden in de Dom van Schwerin. In april 2016 werden beide vrouwen gerehabiliteerd.

## Huwelijk en nakomelingen
Op 17 februari 1588 huwde Johan VII met Sophia (1569-1634), dochter van hertog Adolf van Sleeswijk-Holstein-Gottorp. Ze kregen drie kinderen:
- Adolf Frederik I (1588-1658), hertog van Mecklenburg-Schwerin
- Johan Albrecht II (1590-1636), hertog van Mecklenburg-Schwerin en hertog van Mecklenburg-Güstrow
- Anna Sophia (1591-1648)